# Revoluční gardy
Revoluční gardy (zkráceně RG) ozbrojené jednotky českých dobrovolníků, působících od 23. května 1945 do července až srpna 1945 v českých zemích, a to zejména v pohraničí.
Pod souhrnné označení Revoluční gardy se dnes nepřesné zahrnuje množství ozbrojených sborů, které od května do podzimu 1945 v českých zemích působily. Jsou to především bezpečnostní sbory Národních výborů, zřizované k výkonu pořádkové služby, dále jednotky obnovované armády, četnictva, policie, finanční stráže a stráže železnice, i jednotky Sboru národní bezpečnosti. Z popudu Ústřední rady odborů tehdy vznikaly Závodní stráže, které se později místy staly základem Lidových milicí.
Povstalecké jednotky v Praze byly po 11. květnu 1945 reorganizovány na strážní prapory. Náplň jejich činnosti byla strážní služba, bezpečnost, pořádek ve městě, chod internačních táborů, dále organizace výcviku podřízených jednotek, aby mohly být brzy použity při obsazování pohraničí. Strážní prapory byly rozkazem Vojenského velitelství Velké Prahy č. 8 z 23. května 1945 přejmenovány na pražské pluky a prapory Revolučních gard. 
Vojenskému velitelství Velké Prahy podléhaly 3 pluky RG a další jednotky RG. Celkem to bylo 26 praporů (z toho 1 motorizovaný), 14 samostatných rot (z toho 1 tanková, 1 motorizovaná a 1 jezdecká) a 14 samostatných skupin, každá v síle roty. Velitelství oblasti Praha-západ bylo přeměněno na velitelství pluku RG 1, oblast Praha-východ na velitelství pluku RG 2 a úsek Praha-sever byl přeměněn na pluk RG 3. Jednotky protiletecké policie jednotlivých policejních úseků vytvořily základ praporů RG I-VI. Ty zůstaly podřízeny velitelstvím oblastí pluků. Jen úsek I se stal jako prapor RG I součástí pluku RG 3. S tímto praporem přešly do rámce pluku RG 3 i zvláštní jednotky „Praha střed“ (kasárna Jiřího z Poděbrad), velitelství Eliáš „Hlavní pošta“, „Velitelství radničních budov“ a „prapor Svobody“. Z většiny ostatních bojových jednotek byly vytvořeny místní prapory RG. Každý pluk nyní obsahoval 6 praporů RG. Vojenské velitelství Velké Prahy si ponechalo jako vlastní velitelskou zálohu Pohotovostní prapor RG (dříve vládní vojsko), prapor finanční stráže, pluk 1 Svazu národních střeleckých gard, jednotky velitelství „Josef“ (elektrické podniky), prapor Klecany-Chabry, expediční motorizovanou rotu z Hořovic a z Komárna, rotu tanků, obrněné vlaky a bezpečnostní sbory. Podléhal mu i vojenský letecký sklad a automobilní parky 1 a 2. 
Od 25. května 1945 Revoluční gardy přešly z podřízenosti Ministerstva národní obrany do podřízenosti Ministerstva vnitra. Dne 27. května 1945 došlo k mobilizaci pěti nejmladších ročníků mužstva (odvodní ročníky 1933 až 1937) a osmi ročníků záložních důstojníků (odvodní ročníky 1928 až 1935) do armády. V souvislosti s nařízenou mobilizací Ministerstvo vnitra a Ministerstvo národní obrany nařídilo, aby v době od 12. do 17. června 1945 byly postupně rozpuštěny všechny ozbrojené jednotky, které jsou mimo rámec čs. armády a SNB. Toto nařízení se nemělo týkat ozbrojených strážních oddílů železničních a pátrací služby. Paradoxně tak Ministerstvo vnitra flagrantně porušilo Košický vládní program, když SNB v něm nepředpokládaný odzbrojoval ozbrojené sbory národních výborů, v něm naopak předjímané. Výnos Ministerstva národní obrany č.j. 2979 vl. III/03 odd. 45 ze 13. 6. 1945 pak nařídil i likvidaci Revolučních gard. Následoval jej výnos Ministerstva vnitra ze 3. 8. 1945, který nařizoval SNB prověřit stav odzbrojení RG a dokončit jej. V souvislosti s bojem o moc v ČSR v té době byly částí tehdejšího tisku označeny jako „Rabovací gardy“. Jednotky Revoluční gardy se velmi aktivně podílely na poválečných hromadných masakrech německých obyvatel, např. na Postoloprtském masakru.[zdroj?]
Z rozkazu pro II. prapor 1. pluku RG: „Protože všechny vrstvy německého obyvatelstva se přihlásily k nacistické myšlence, je nutno je všechny považovat za naše nepřátele“. Podobně z Desatera pro čs. vojáka v pohraničním území: „… Nepřestaň nenávidět Němce… i německé ženy a hitlerovská mládež nesou vinu na zločinech Němců. …“ 